# Tim Legler
Timothy Eugene «Tim» Legler (Washington D. C., 26 de diciembre de 1966) es un exjugador de baloncesto estadounidense que disputó diez temporadas en la NBA y actualmente aparece en el programa NBA Shootaround de la ESPN, y como analista de baloncesto de SportsCenter. Con 1,93 metros jugaba en la posición de base.

## Trayectoria
Asistió a la Universidad de La Salle, al Instituto John Randolph Tucker en Henrico County, Virginia, y al St Marys School en Richmond, Virginia.
En su carrera, Legler jugó en Phoenix Suns, Denver Nuggets, Utah Jazz, Dallas Mavericks, Golden State Warriors y Washington Bullets/Wizards. La mayoría de sus años los pasó en Washington.
Legler fue conocido por su gran capacidad de anotar triples, convirtiendo 260 de sus 604 intentados en toda su carrera, con un porcentaje de 43%, siendo, en su retirada, el cuarto mejor de todos los tiempos solo por detrás de Steve Kerr, Hubert Davis y Dražen Petrović. En 1996 ganó el concurso de triples.

## Estadísticas de su carrera en la NBA
|  | Líder de la liga |

### Temporada regular
| Año     | Equipo       | PJ  | PT | MPP  | %TC  | %3P  | %TL   | RPP | APP | ROB | TPP | PPP |
| ------- | ------------ | --- | -- | ---- | ---- | ---- | ----- | --- | --- | --- | --- | --- |
| 1989-90 | Phoenix      | 11  | 0  | 7.5  | .379 | .000 | 1.000 | .7  | .5  | .2  | .0  | 2.5 |
| 1990-91 | Denver       | 10  | 0  | 14.8 | .347 | .250 | .833  | 1.8 | 1.2 | .2  | .0  | 5.8 |
| 1992-93 | Utah         | 3   | 0  | 1.7  | .333 | —    | —     | .3  | .0  | .0  | .0  | .7  |
| 1992-93 | Dallas       | 30  | 0  | 21.0 | .437 | .338 | .803  | 1.9 | 1.5 | .8  | .2  | 9.6 |
| 1993-94 | Dallas       | 79  | 0  | 16.7 | .438 | .374 | .840  | 1.6 | 1.5 | .7  | .2  | 8.3 |
| 1994-95 | Golden State | 24  | 0  | 15.5 | .522 | .520 | .882  | 1.7 | 1.1 | .5  | .0  | 7.3 |
| 1995-96 | Washington   | 77  | 0  | 23.1 | .507 | .522 | .863  | 1.8 | 1.8 | .6  | .2  | 9.4 |
| 1996-97 | Washington   | 15  | 0  | 12.1 | .313 | .276 | .857  | 1.4 | .5  | .2  | .3  | 2.9 |
| 1997-98 | Washington   | 8   | 0  | 9.5  | .158 | .000 | .750  | .5  | .4  | .1  | .0  | 1.1 |
| 1998-99 | Washington   | 30  | 0  | 12.6 | .443 | .400 | .500  | 1.3 | .7  | .1  | .1  | 4.0 |
| 1999-00 | Golden State | 23  | 4  | 12.3 | .359 | .333 | .778  | 1.0 | 1.0 | .2  | .0  | 3.3 |
| Total   | Total        | 310 | 4  | 16.9 | .447 | .431 | .840  | 1.6 | 1.3 | .5  | .1  | 7.0 |

### Playoffs
| Año   | Equipo     | PJ | PT | MPP | %TC  | %3P  | %TL  | RPP | APP | ROB | TPP | PPP |
| ----- | ---------- | -- | -- | --- | ---- | ---- | ---- | --- | --- | --- | --- | --- |
| 1997  | Washington | 3  | 0  | 6.3 | .000 | .000 | .500 | .3  | .7  | .0  | .0  | .3  |
| Total | Total      | 3  | 0  | 6.3 | .000 | .000 | .500 | .3  | .7  | .0  | .0  | .3  |